# Festival-Mediaval

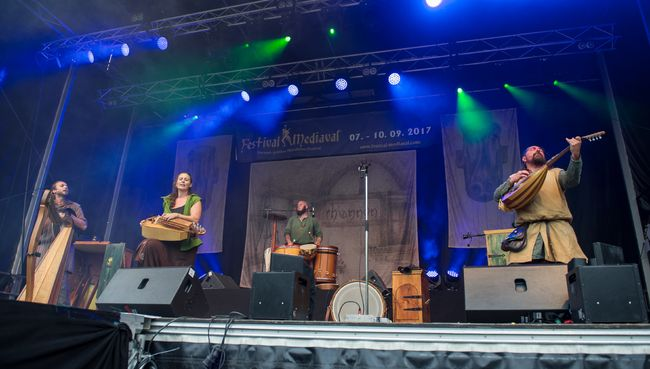
Auftritt von rhiannon beim Festival-Mediaval 2017

Das Festival-Mediaval ist ein jährlich im September stattfindendes Musikfestival in Selb (Oberfranken/Bayern), welches das größte europäische Festival im Bereich der mittelalterlichen Musik darstellt. Das erste Festival-Mediaval fand 2008 statt, rund 7000 Besucher wohnten der Auftaktveranstaltung bei. Unter dem Motto „Grenzen überschreiten – Gegensätze verbinden – Akzente setzen“ wurde bewusst die strukturschwache Region an der deutsch-tschechischen Grenze als Austragungsort der dreitägigen Veranstaltung gewählt. Die Musikrichtung zeigt dabei eine große Bandbreite der in der Mittelalterszene verbreiteten Musikrichtungen, von Originalinterpretationen mittelalterlicher Musik über modernen Mittelalterrock bis hin zu Irish Folk. Neben den deutschen Spitzengruppen des Genres wie Corvus Corax, Schandmaul oder Subway to Sally konnte das Festival-Mediaval auch viele international bekannte Gruppen nach Deutschland bringen, wie z. B. Alan Stivell aus Frankreich, die Dublin Legends aus Irland, Omnia aus den Niederlanden, Lurte aus Spanien, Vedan Kolod aus Russland oder Skyclad aus England. Hierbei besteht keineswegs der Anspruch, nur ein spartenreines Programm zu entwickeln. Vielmehr werden Bands anderer naheliegender Stilrichtungen mit eingebunden, um dem Grundsatz des Verbindens gerecht zu werden. Dies ergibt sich auch daraus, dass die Grenzen zwischen den einzelnen Stilrichtungen fließend sind.

## Rahmenprogramm
Neben dem Musikprogramm wird den Besuchern des Festivals ein umfangreiches Rahmenprogramm mit szenetypischen Inhalten geboten: ein großer mittelalterlicher Markt, Gaukler, Feuerkünstler, historisches Theater, Workshops, Lagerleben, Schaukämpfe, Nachwuchswettbewerb, Bogenturnier und viele weitere Programmpunkte.
2014 gab es mit einem Piratenfloß und einer Greifvogelschau erstmals öffentlich zugängliche Angebote außerhalb des eigentlichen Festivalgeländes auf dem Goldberg. 2015 wurde das Programm in der Goldbergbucht um viele Konzerte und Auftritte erweitert, es kamen unter anderem Wikinger mit Wikingerschiffen dazu. Dieser Bereich ist kostenlos zu besuchen.
Neu war 2015 der Start einer Reihe von Akustikkonzerten in der Kirche mit der Capella Antiqua Bambergensis & Gästen.
Im Jahr 2016 wurde das Programm zusätzlich um eine Arena erweitert, in der regelmäßig Ritterturniere stattfanden.
Seit 2019 gibt es Living-Chess-Aufführungen, Schachpartien als Theateraufführung.

## Specials
Immer wieder nehmen die Organisatoren sogenannte Specials in das Programm auf. Faun, Omnia und Valravn verstärkten sich z. B. gegenseitig durch Gastauftritte, begleitet von Kelvin Kalvus oder Feuerkünstlern. 
Es finden immer wieder Auftritte statt, bei denen Mitglieder verschiedener Bands Gastauftritte geben oder z. B. Haggard mit 25 Musikern auf einer Bühne anzutreffen ist. Es gab verschiedene CD-Releases und ein Tribute für Frank Wulff, den 2010 überraschend verstorbenen Mitbegründer von Ougenweide, die 2009 ihr letztes Konzert auf dem Festival-Mediaval II spielten. 2010 und 2011 führte Knud Seckel das Nibelungenlied in voller Länge auf.
Nachdem Poeta Magica im Jahr 2011 die Aufführung ihrer EDDA wegen eines schweren Unwetters abbrechen mussten, konnten sie 2013 im Rahmen eines Nordic Special unter anderem mit Garmarna, Valravn und anderen nordisch orientierten und nordischen Bands ihr Projekt zu Ende bringen. Bei der Aufführung war Hedningarna-Gründungsmitglied Anders Norudde einmalig im Rahmen dieses Projektes mit auf der Bühne. Das Festival 2014 stand unter dem Motto eines Irish-Scottish-Specials. Headliner des Specials waren The Dublin Legends.
2015 gab es ein Celtic-Special mit Carlos Núñez und weiteren internationalen Stars wie Moya Brennan, Ashley Davis&Cormac de Barra, Kila, The Dolmen u. a. Nach dem 10-Jahres-Jubiläum 2017 und dem „Best-of-10-Years“ 2018 wurde 2019 ein Break gemacht und mit den „New Steps“ ein neues Kapitel des Festival-Mediaval angefangen. 2020 steht das Festival unter dem Motto „Rock/Metal-Special“, wobei unter anderem Corvus Corax ein nur für das Mediaval designtes Programm spielt.
2025 wird das Festival Mediaval vom 12. bis 14. September 2025 als "Gothic Special" veranstaltet.

## Line-Up
| Jahr | Bands |
| ---- | --- |
| 2024 | In Extremo, Corvus Corax, SeeD, Lord of the Lost, Schandmaul, The BlackbeerS, Minotaurus, Pyrolysis, Darth Polly, Bernstein & Ebenholz, Versengold, Die Streuner, Tomás Kocko & Orchestr, Thundercrow, Foggy Dude |